# 西約塔蘭地區
西約塔蘭地區（瑞典語：Västra Götalandsregionen）是瑞典西约塔兰省的自治區域議會。它於1999年由哥德堡和布胡斯省、艾爾夫斯堡省和斯卡拉堡省的縣議會合併成立，並同時從這些縣的行政委員會下放權力。其主要職責包括省內的公共醫療系統和公共交通管理。

## 議會
西約塔蘭地區議會位於維納什堡。根據2018年的選舉數據由以下政黨組成：
| 政黨 | 政黨               | 議席 |
| ---- | ------------------ | ---- |
|      | 瑞典社会民主工人党 | 41   |
|      | 溫和聯合黨         | 28   |
|      | 瑞典民主黨         | 20   |
|      | 左翼黨             | 15   |
|      | 中間黨             | 12   |
|      | 基督教民主黨       | 11   |
|      | 自由黨             | 10   |
|      | 綠色環境黨         | 7    |
|      | 民主黨             | 5    |
| 總計 | 總計               | 149  |

## 外部連結
- 官方網站